# Dolnoněmčina
Dolnoněmčina (dolní němčina), německy Plattdeutsch (Plattdüütsch) nebo Niederdeutsch (Nedderdüütsch), je skupina severních dialektů němčiny, která - oproti hornoněmčině a tím i spisovné a obecné němčině - nebyla zasažena druhým posouváním hlásek. Na severu hraničí s dánštinou a fríštinou, na západě s nizozemštinou. Jižní hranice, tzv. Benrátská linie ji dělí od hornoněmeckého prostoru.
Mezi dolnoněmecká nářečí patří dolnosaština (anglicky Low Saxon, německy niedersächsisch, nizozemsky nedersaksisch, dolnosasky neddersassisch). Kromě německých spolkových zemí Dolní Sasko, Brémy, Hamburk, Šlesvicko-Holštýnsko a Meklenbursko-Přední Pomořansko se jím mluví i v nizozemských provinciích Groningen/Grunnen, Drenthe, Overijssel a Gelderland. Až do druhé světové války se dolnoněmecky mluvilo také ve Východním Pomořansku (dnešní Polsko) a ve Východním Prusku (dnešní Kaliningradská oblast Ruska). Kromě těchto tradičních území existují vystěhovalecké komunity z Dolního Saska jinde ve světě, známá je zejména tzv. pensylvánská němčina, jíž hovoří mennonité v americké Pensylvánii, a tzv. Plautdietsch, jazyk tzv. ruských mennonitů, jímž dnes hovoří asi 500 000 osob po celém světě.
Dolnoněmčina je více příbuzná staré angličtině, nizozemštině, afrikánštině a fríštině než standardní němčině, vzešlé z hornoněmčiny. Němci, kteří nejsou dolnoněmčině dlouhodobě vystaveni, jí rozumí špatně. Vzájemná srozumitelnost s nizozemštinou není tak problematická, přesto i v Nizozemsku byla dolnoněmčina uznána za menšinový jazyk.
Největší význam měl dolnoněmecký jazyk ve 13. až 16. století, kdy byl hlavním jazykem hanzy.

## Gramatika

Dolnoněmecké dialekty

- Členy mají (na rozdíl od němčiny) jen dva rody, rodový a věcný.

| Dolnoněmecky | Nizozemsky | Německy  | Česky   |
| de Mann      | de man     | der Mann | ten muž |
| de Fru       | de vrouw   | die Frau | ta žena |
| dat Kind     | het kind   | das Kind | to dítě |

- Osobní zájmena se od němčiny liší zejména ve 3. osobě.

| Dolnoněmecky | Nizozemsky | Německy | Česky |
| ik           | ik         | ich     | já    |
| du           | je         | du      | ty    |
| he           | hij        | er      | on    |
| se           | ze         | sie     | ona   |
| dat          | het        | es      | ono   |
| wi           | wij        | wir     | my    |
| ji           | jullie     | ihr     | vy    |
| se           | ze         | sie     | oni   |

- Přivlastňovací zájmena:

| Dolnoněmecky | Nizozemsky | Německy | Česky |
| mien         | mijn       | mein    | můj   |
| dien         | jouw       | dein    | tvůj  |
| hüm          | zijn       | sein    | jeho  |
| hör          | haar       | ihr     | její  |
| uns          | ons        | unser   | náš   |
| jem          | jullie     | euer    | váš   |

- Předpona ge-, která se v němčině používá při tvorbě příčestí minulého, se v dolnoněmčině objevuje pouze u některých nářečí. Chybí v severovýchodní části dolnoněmeckého prostoru, snad jako důsledek silnějších historických vazeb na Skandinávii.
  - německy gekauft, dolnoněmecky gekocht, vestfálsky gekoopt, weserplatt  'ekofft, severodolnosasky kööpt, dánsky købt, česky koupil
  - německy geschlafen, dolnoněmecky geslapen, weserplatt  'eslapen, severodolnosasky slapen, anglicky slept, česky spal

- Předpřítomný a předminulý čas se tvoří, podobně jako v němčině, pomocným slovesem hebben.

- Budoucí čas se tvoří pomocným slovesem sallen/schallen/zullen, které je příbuzné německému sollen, ale významově se s ním zcela neshoduje:
  - Ik schall na School gahn může znamenat jak Budu chodit do školy, tak i Mám chodit do školy.

- Pádový systém se zjednodušil, podobně jako v angličtině a skandinávských jazycích, na pouhé tři pády. Zjednodušeně lze říci, že akuzativ a dativ se spojily do jediného pádu zvaného objektiv.
  - Ik kiek den Mann an. (Dívám se na toho muže. - v němčině akuzativ)
  - Ik geev den Mann Geld. (Tomu muži dávám peníze. - v němčině dativ)
- Tento vývoj se objevil nejdříve na severu dolnoněmeckého jazykového prostoru, ale postupně se prosadil i směrem na jihozápad (nizozemské a vestfálské dialekty).

## Příklady

### Číslovky
| Dolnoněmecky | Česky |
| ein          | jeden |
| twee         | dva   |
| drei         | tři   |
| veer         | čtyři |
| fief         | pět   |
| söss         | šest  |
| söben        | sedm  |
| acht         | osm   |
| negen        | devět |
| teihn        | deset |

## Vzorový text

### Všeobecná deklarace lidských práv
Pro srovnání dolnoněmčiny s němčinou je text uveden v obou jazycích.
| dolnoněmecky | All Minschen sünd frie un gliek an Würd un Rechten up de Welt kamen. Se hebbt de Gaav vun Verstand un Geweten un schüllt sick as Bröers in de Mööt kamen.            |
| německy      | Alle Menschen sind frei und gleich an Würde und Rechten geboren. Sie sind mit Vernunft und Gewissen begabt und sollen einander im Geist der Brüderlichkeit begegnen. |
| česky        | Všichni lidé se rodí svobodní a sobě rovní co do důstojnosti a práv. Jsou nadáni rozumem a svědomím a mají spolu jednat v duchu bratrství.                           |

### Milí přátelé
| dolnoněmecky | Leve Frünnen, us Spraak deit nu endlich offietschell gellen in Noorddüütschland un in de oosternen Nedderlannen.                     |
| plautdietsch | Leewe Frind, endlich es onse Plautdietsche Sproak en Nuaddietschlaund un en'e oostane Nadalända aumtlich aunerkjannt jeworden.       |
| dolnosasky   | Beste leu, noe antlestn is oonze sproak officiëel anerkeand oaver n poal in Duutslaand en in Oost-Nederland.                         |
| nizozemsky   | Beste vrienden, eindelijk is onze taal nu officieel erkend in Noord-Duitsland en Oost-Nederland.                                     |
| německy      | Liebe Freunde, endlich ist unsere Sprache offiziell anerkannt worden, und zwar in Norddeutschland und in den östlichen Niederlanden. |
| česky        | Milí přátelé, náš jazyk byl konečně úředně uznán, a sice v severním Německu a ve východním Nizozemsku.                               |